# Čamerija
Čamerija (albansko Çamëria, grško Τσαμουριά Camouriá) označuje del pokrajine Epir v Albaniji in Grčiji, kjer prebivajo ali so v nedavni zgodoviniprebivali Albanci, kot avtohtona manjšina v grškem in kot večina v albanskem delu pokrajine. To poimenovanje uporabljajo predvsem albanski nacionalisti za označevanje območja Epira, ki so ga poseljevali Albanci. Zgodovinsko je izraz označeval le dolino reke Thyamis, danes pa označuje ozemlje, ki je večinoma del grške prefekture Therasprotija in južnega dela albanskega okrožja Sarande. Večina Albanskega prebivalstva v grškem delu pokrajine je bila izgnana po 2. svetovni vojni, ker naj bi podpirali fašistične okupacijske sile, zato danes v Epiru ni več avtohtone albanske manjšine. Zaradi tega izgona občasno prihaja do sporov med Albanijo in Grčijo